# 비센테 델 보스케
비센테 델 보스케 곤살레스, 제1대 델 보스케 후작(스페인어: Vicente del Bosque González, I marqués de Del Bosque biˈθente ðel ˈβoske ɣonˈθaleθ[*], 1950년 12월 23일, 카스티야 이 레온 주 살라망카 ~)은 스페인의 은퇴한 축구인으로, 월드컵, 유럽 선수권 대회, 챔피언스리그를 모두 제패한 역사상 유일한 감독이다.
선수 시절 미드필더로 활약해던 그는 레알 마드리드 소속으로 400경기 이상 출전해 라 리가를 5차례 우승을 거두었고, 코파 델 레이도 4번 석권했다. 그는 스페인 국가대표팀 일원으로 18경기에 출전하기도 했다.
델 보스케는 1999년부터 2003년까지 레알 마드리드의 감독으로 재임해 현대에 들어 구단에 가장 성공적인 시대를 장식했다. 델 보스케는 역대 최고이자 가장 성공적인 감독들 중 한 명으로 손꼽힌다. UEFA 유로 2008 우승을 이끈 루이스 아라고네스의 지휘봉을 이어받은 델 보스케는 2010년에 스페인의 사상 첫 FIFA 월드컵 우승을 이끌었고, 2012년에는 UEFA 유럽 축구 선수권 대회 정상을 방어했다. 2017년 1월, 델 보스케는 1954년에 UEFA가 창립한 이래 최고의 감독 10인에 이름을 올렸다.

## 선수 경력
델 보스케는 선수 시절 미드필더로 활약해 라 리가 441경기 출전, 30골을 기록했다. 그는 플루스 울트라, 코르도바, 카스테욘, 그리고 레알 마드리드 소속으로 이 기록을 달성했다. 그는 레알 마드리드 소속으로 리그를 5차례 (1974-75, 1975-76, 1977-78, 1978-79, 1979-80) 우승했고, 코파 델 레이도 4번 (1973-74, 1974-75, 1979-80, 1981-82) 그는 리버풀과의 유러피언컵 1981 유러피언컵 결승전에 출전하기도 했다.
국제 무대에서 델 보스케는 스페인 국가대표팀의 일원으로 18경기에 출전해 1골을 기록했다. 그는 UEFA 유로 1980에서 스페인을 대표로 참가했지만, 스페인은 조별 리그를 넘지 못하고 탈락하는 초라한 성적을 거두었다.

### 국가대표팀 득점 기록
| # | 날짜             | 경기장                      | 상대     | 점수 | 결과 | 대회                  |
| - | ---------------- | --------------------------- | -------- | ---- | ---- | --------------------- |
| 1 | 1978년 12월 13일 | 스페인 살라망카 엘 엘만티코 | 키프로스 | 2–0  | 5–0  | UEFA 유로 1980 예선전 |

## 감독 경력

### 레알 마드리드
델 보스케는 1994년부터 레알 마드리드의 하위 감독을 맡기 시작했다. 그러나, 1994년에 베니토 플로로 감독이 해임되면서 잠시 마드리드의 1군 지휘봉을 잡게 되었고, 후임으로 호르헤 발다노가 맡았다. 그는 1996년에 레알 마드리드 감독으로 2경기를 맡았는데, 당시 유소년부 감독이었던 그는 호르헤 발다노가 경질되고 아르세니오 이글레시아스가 시즌 말에 취임하기 전까지 이 지위를 맡았다. 1999-2000 시즌, 구단은 성적이 부진한 존 토샥 감독을 경질하면서 델 보스케에 정식 감독직을 부여했고, 델 보스케는 1999년 11월부터 정식 감독이 되었다.
델 보스케는 4시즌 동안 선수단을 맡아 현대에 들어 구단 역사상 가장 성공적인 순간을 장식했는데, 2000년과 2002년에 2번의 UEFA 챔피언스리그 우승을 이끌었고, 2000-01 시즌과 2002-03 시즌에 2번의 라 리가 우승을, 2001년에는 수페르코파 데 에스파냐도 우승했고, UEFA 슈퍼컵을 2002년에 인터콘티넨털컵도 2002년에 우승했고, 그가 맡은 해마다 상위 4위에 안착해 UEFA 챔피언스리그 진출의 업적을 달성했다. 알프레도 디 스테파노와 푸슈카시 페렌츠를 주축으로 했던 1950년대와 1960년대 이래 구단은 이 정도로 꾸준한 성공을 거두지 못했다. 델 보스케는 이러한 업적 달성의 비결로 겸손함, 인내심, 그리고 자만하지 않은 마음가짐을 꼽았고, 그는 플로렌티노 페레스가 회장으로 취임하면서 루이스 피구를 시작으로 지네딘 지단, 호나우두, 그리고 데이비드 베컴 등의 최고의 실력과 상품성을 겸비한 거성들을 영입하는 은하 군단 정책이 시행되는 시기에 구단의 감독을 맡았다. 델 보스케 시대에 레알 마드리드는 그가 마드리드 감독으로 맡은 186번의 경기에서 104번 이겼다. 이렇게 큰 성공을 거두었지만, 다수의 선수들, 특히 은하 군단으로 수식되는 선수들은 델 보스케와의 합의 없이 영입되었고, 페레스와 호르헤 발다노 단장을 비롯한 레알 마드리드의 행정진이 이적 정책, 선수단 선정, 그리고 구단의 기타 영역을 도맡아 델 보스케의 감독 지위를 약화시키고 선수단 지휘에 애로를 야기했다는 주장이 오고갔다.
2003년, 레알 마드리드는 델 보스케 감독의 계약을 연장하지 않기로 결정했는데, 구단의 29번째 라 리가 우승 이튿날이자 데이비드 베컴의 합류가 확정되고 1주일 후에 발표가 났다. 델 보스케는 기술진 자리를 제의받았지만, 거절했고, 스페인 언론은 한편으로는 소문대로 구단 내 델 보스케 감독과 2003년 여름에 구단을 떠날 것을 제의받았던 주장 페르난도 이에로를 비롯해 몇몇 선수들 사이에 의견 마찰이 있었고, 다른 한편으로는 발다노와 페레스가 권한을 가지고 "선수단을 흔들었다"라고 추측했다. 페레스는 BBC 스포츠와의 기자 회견에서 "델 보스케는 피로한 모습을 보였습니다. 저는 이 문제를 진지하게 접근해야 한다고 보고 있습니다. 제 생각에 그는 향후에 우리한테 맞지 않은 감독이었다고 봅니다"라고 말했다.
BBC의 사설에는 다음과 같은 내용이 기고되었다: "처음부터 끝까지 말이 이상했다. 살라망카 출신의 수줍고, 콧수염난 신사가 현대 축구계에서 가장 비싸고 재능있는 선수들을 맡아 딸 수 있는 가장 큰 우승컵을 들어올리고 무명의 감독을 위해 해고당했는 지 모를 일이다. 레알 마드리드 거성들 사이에서, 델 보스케는 매우 인기있었는데, 특히 그는 자신의 일을 묵묵히 해낸데 있었다. 극저온으로 언 오이처럼 냉철했던 그는 지휘봉을 잡고 갈등을 피해나갔고, 개성이 넘치는 선수단을 이끌고도 언론 앞에서 한 번도 평정심을 잃지 않았다."
델 보스케 감독이 떠난 후, 레알 마드리드는 향후 4년에 걸쳐 7명의 감독을 교체했는데, 2006-07 시즌에 파비오 카펠로 감독의 지휘 하에 라 리가를 우승하기 전까지 단 한 번도 주요 대회 우승을 거두지 못했는데, 파비오 카펠로도 리그를 우승하고 해고장을 받았다. 2004-05 시즌부터는 UEFA 챔피언스리그 16강전에서 번번이 떨어졌고, 주제 모리뉴 감독이 2010-11 시즌에 지휘봉을 잡아 리옹을 16강에서 이기기 전까지 이 수렁에서 빠져나오지 못했다. 그리고 카를로 안첼로티가 2013-14 시즌에 레알 마드리드 지휘봉을 잡고서야 UEFA 챔피언스리그 우승을 추가할 수 있었다.

### 베식타시와 은둔 생활
이냐키 사에스가 UEFA 유로 2004에서 1988년 이래 최악의 성적을 내 사표를 내면서, 델 보스케가 유력한 국가대표팀 감독 후보로 지명되었다. 그가 국가대표팀 감독직에 관심을 표하지 않으면서, 루이스 아라고네스가 후임 감독이 되었다.
델 보스케는 터키로 가 기대와 희망에 부푼 베식타시의 지휘봉을 잡았지만, 2004-05 시즌 말에 성과를 내지 못하면서 경질당했다.
멕시코 국가대표팀이 2006년 FIFA 월드컵에서 아르헨티나에 패해 떨어지면서, 델 보스케는 멕시코 감독직을 제의받았지만 거절했다.
2007년 레알 마드리드가 성적 부진의 위기에 처하자 델 보스케는 언론 앞에서 호나우두의 방출은 큰 실수였다고 말했고, 파비오 카펠로 감독의 지휘봉을 이어받을 유력 인사로 거론되었다. 그러나, 2007년 7월 9일, 베언트 슈스터가 후임 감독으로 취임했다.

### 스페인 국가대표팀
2008년 3월 11일, 델 보스케는 루이스 아라고네스에 이어 스페인 국가대표팀 감독을 맡을 것임을 발표했다. 이는 2008년 7월 15일에 재확인되었다.
델 보스케 호의 스페인 국가대표팀은 보스니아 헤르체고비나와의 2010년 FIFA 월드컵 예선전에서 다비드 비야의 결승골로 1-0으로 이겨 성공적으로 출항했다. 사흘 후, 스페인은 아르메니아와의 경기에서 비야가 2골을 넣고, 조안 카프데빌라와 마르코스 세나가 1골씩 추가해 4-0으로 이겼고, 세르비아로 국적을 바꾸어 출전할 것이라는 소문이 파다하던 보얀이 교체 출전해 관심을 받았다. 이 경기에서 이긴 스페인은 승점 6점으로 조 선두에 올라갔다. 스페인은 다음 경기에서 에스토니아를 3-0으로 이겼고, 나흘 후에는 벨기에와의 원정 경기에서 88분에 터진 비야의 역전골이자 대회 5호골로 2-1 승리를 거두었다. 벨기에전까지 이기면서 스페인은 대회 예선 전승 기록을 이어나갔다.
델 보스케 감독이 취임한 후 스페인 국가대표팀 신고식을 치른 선수는 모두 38명이었다: 보얀, 안도니 이라올라, 페르난도 요렌테, 디에고 카펠, 세르지오 부스케츠, 헤수스 나바스, 디에고 로페스, 제라르드 피케, 조르디 알바, 페드로, 파블로 에르난데스, 보르하 발레로, 브루노, 나초 몬레알, 빅토르 발데스, 알바로 네그레도, 후안 마타, 하비 마르티네스, 티아고, 마누, 아리츠 아두리스, 아드리안, 후안프란, 베냐트, 이케르 무니아인, 하비 가르시아, 알바로 도밍게스, 마르켈 수사에타, 코케, 마르크 바르트라, 이스코, 세사르 아스필리쿠에타, 이니고 마르티네스, 알베르토 모레노, 마리오 수아레스, 미추, 크리스티안 테요, 디에고 코스타, 안데르 이투라스페, 다비드 데 헤아, 제라르드 데울로페우가 그들이다. 한편 페르난도 아모레비에타는 차출되기도 했지만, 신고식을 치르지 못했다.
2009년 6월 9일, 아제르바이잔과의 친선경기에서 스페인이 6-0으로 이기면서 델 보스케는 국가대표팀 감독을 맡아 처음 10경기에서 모두 승리한 감독이 되었고, 이전에 브라질의 주앙 사우다냐 감독이 세운 기록을 경신했다. 델 보스케는 2009년 FIFA 컨페더레이션스컵에서 남아프리카 공화국을 상대로 2-0 승리를 챙겨 기록을 13경기로 갈아치웠지만, 이어지는 미국과의 준결승전에서 0-2 완패로 기록을 더 경신하지는 못했다.
2009년 10월 14일, 스페인은 FIFA 월드컵 예선전에서 전승을 거둔 몇 안되는 국가로 기록을 남겨 10전전승으로 종전의 기록을 깼다.
2010년 6월 16일, 스페인은 스위스와의 2010년 FIFA 월드컵 1차전 경기에서 0-1로 패했다. 스페인은 이어지는 두 경기를 모두 이겨 반등에 성공하고 H조 1위로 조별 리그를 마쳤다. 스페인은 포르투갈과의 16강전에서 1-0으로 이겼고, 파라과이와의 8강전도 역시 1-0으로 이겼다. 스페인은 2010년 7월 7일, 독일과의 준결승전도 1-0으로 이겨 사상 첫 FIFA 월드컵 결승전에 올라갔다. 네덜란드와의 결승전에서는 연장전에 터진 안드레스 이니에스타의 골로 우승을 차지했다.
2012년 7월 1일, 델 보스케는 폴란드와 우크라이나에서 열린 UEFA 유로 2012에서 스페인을 정상으로 이끌었다. 스페인은 키이우에서 열린 결승전에서 이탈리아를 4-0으로 이기고 UEFA 유럽 축구 선수권 대회 2연패의 금자탑을 쌓았다.
스페인은 브라질에서 열린 2013년 FIFA 컨페더레이션스컵에서도 결승전에 올라갔지만, 결승전에서 브라질을 상대로 0-3 대패를 당했다. 오스카르, 네이마르, 그리고 프레드에 연달아 실점하면서 델 보스케와 그의 티키-타카 전술은 큰 타격을 받았다.
2014년 FIFA 월드컵에서 델 보스케와 스페인 선수단은 1998년 프랑스 대회 이래 FIFA 월드컵에서 역대 최악의 성적을 거두었는데, 조별 리그에서 네덜란드에 1-5, 칠레에 0-2로 패해, 오스트레일리아에 3-0으로 이기고도 조기에 탈락했다. 네덜란드와의 1차전에서 대패를 당하면서 스페인은 1963년에 2-6으로 패한 스코틀랜드전 패배 이래 처음으로 5골 이상 실점했고, 1950년 대회에서 브라질에 1-6으로 패한 이래 FIFA 월드컵 본선에서 5골 이상 실점으로 패했는데, 공교롭게도 후자의 경기도 브라질에서 열린 대회의 본선이었다. 이 대회에서 스페인은 전 대회 FIFA 월드컵 우승국의 역대 최다 점수차 패배를 당했다. 더 나아가서, 칠레에 0-2로 패하고 최종전을 3-0 승리로 대회를 마쳐, 스페인은 32개 본선 진출국 중 23위의 성적을 거두어 역대 최악의 FIFA 월드컵 성적을 거두었다. 이후, 그는 스페인 국가대표팀 사임 의사를 나타냈지만, 스페인 왕립 축구 협회 (RFEF)는 아무런 응답이 없었다.
델 보스케는 UEFA 유로 2016 이후 스페인 국가대표팀 감독직을 내려놓을 것임을 밝혔다. 2015년 6월 14일, 그는 바리사우에서 벨라루스와의 UEFA 유로 2016 예선전에서 스페인 국가대표팀 감독으로 100경기를 치르게 되었다.
65세의 나이에 모든 업적을 달성한 델 보스케는 2016년 6월 30일에 축구계 은퇴를 다시 발표했다.

## 수상 내역

### 선수
레알 마드리드
- 라 리가 : 1974–75, 1975–76, 1977–78, 1978–79, 1979–80
- 코파 델 레이 : 1973–74, 1974–75, 1979–80, 1981–82

### 감독
레알 마드리드
- 라리가 : 2000–01, 2002–03
- 수페르코파 데 에스파냐 : 2001
- 챔피언스리그 : 1999–00, 2001–02
- UEFA 슈퍼컵 : 2002
- 인터콘티넨털컵 : 2002
- 코파 이베로아메리카나 : 1994

스페인
- 월드컵: 2010
- 유럽 선수권 대회: 2012
- 컨페더레이션스컵 준우승: 2013

### 개인
- UEFA 올해의 감독 : 2002[22]
- FIFA 올해의 감독 : 2012
- 월드사커 올해의 감독 : 2012[23]
- 알프 램지 상 - 유럽 올해의 감독 : 2002, 2012
- UEFA 창립 이후 역대 최고의 감독 10인 선정[3]
- 월드사커 역대 최고의 감독 13위 : 2013[24][25]
- ESPN 역대 최고의 감독 11위 : 2013
- 프랑스풋볼 역대 최고의 감독 33위 : 2019
- IFFHS 올해의 클럽 감독 : 2002[26]
- IFFHS 올해의 국가대표팀 감독 : 2009, 2010, 2012, 2013[26]

### 상훈
- 귀족 칭호 : 후안 카를로스 1세 국왕이 제1대 델 보스케 후작으로 봉함[27][28][29]
- 스페인 정부: 대십자 왕립 체육 훈장[30]
- 살라망카 주 정부 금메달[31]
- 살라망카 의회 : 살라망카의 가장 자랑스러운 아들[32]

### 기록
- FIFA 월드컵, UEFA 유로, UEFA 챔피언스리그를 모두 우승한 역사상 유일한 감독

## 경력 통계

### 감독
2016년 6월 27일 기준
| 선수단            | 국       | 취임             | 해임            | 기록 | 기록 | 기록 | 기록 | 기록 | 기록 | 기록 | 기록   |
| 선수단            | 국       | 취임             | 해임            | 전   | 승   | 무   | 패   | 득   | 실   | 차   | 율 %   |
| ----------------- | -------- | ---------------- | --------------- | ---- | ---- | ---- | ---- | ---- | ---- | ---- | ------ |
| 레알 마드리드 B   | 스페인   | 1987년 6월 11일  | 1990년 6월 25일 | 114  | 42   | 31   | 41   | 144  | 145  | −1   | 36.84  |
| 레알 마드리드     | 스페인   | 1994년 3월 7일   | 1994년 6월 30일 | 13   | 5    | 2    | 6    | 23   | 22   | +1   | 38.46  |
| 레알 마드리드     | 스페인   | 1996년 1월 21일  | 1996년 1월 24일 | 1    | 1    | 0    | 0    | 5    | 0    | +5   | 100.00 |
| 레알 마드리드     | 스페인   | 1999년 11월 17일 | 2003년 6월 23일 | 203  | 113  | 49   | 41   | 461  | 267  | +194 | 55.67  |
| 베식타시          | 튀르키예 | 2004년 6월 8일   | 2005년 1월 27일 | 25   | 11   | 7    | 7    | 40   | 25   | +15  | 44.00  |
| 스페인 국가대표팀 | 스페인   | 2008년 7월 1일   | 2016년 6월 30일 | 114  | 87   | 10   | 17   | 254  | 79   | +175 | 76.32  |
| 합계              | 합계     | 합계             | 합계            | 470  | 259  | 99   | 112  | 927  | 538  | +389 | 55.11  |

## 개인사
델 보스케는 마리아 데 라 산티시마 트리니다드 "트리니" 로페스를 배우자로 맞아 아들 둘, 딸 하나로 3명의 자식을 두었다. 현재는 아들 로페즈가 다음 후작 작위를 계승할 예정이다.

## 같이 보기
- 인터콘티넨털컵 우승 감독 목록
- 티키-타카